# Brévillers (Somme)
Brévillers é uma comuna francesa na região administrativa de Altos da França, no departamento de Somme. Estende-se por uma área de 1,83 km². Em 2010 a comuna tinha 111 habitantes (densidade: 60,7 hab./km²).